# アガシー湖
座標: 北緯51度 西経98度 / 北緯51度 西経98度

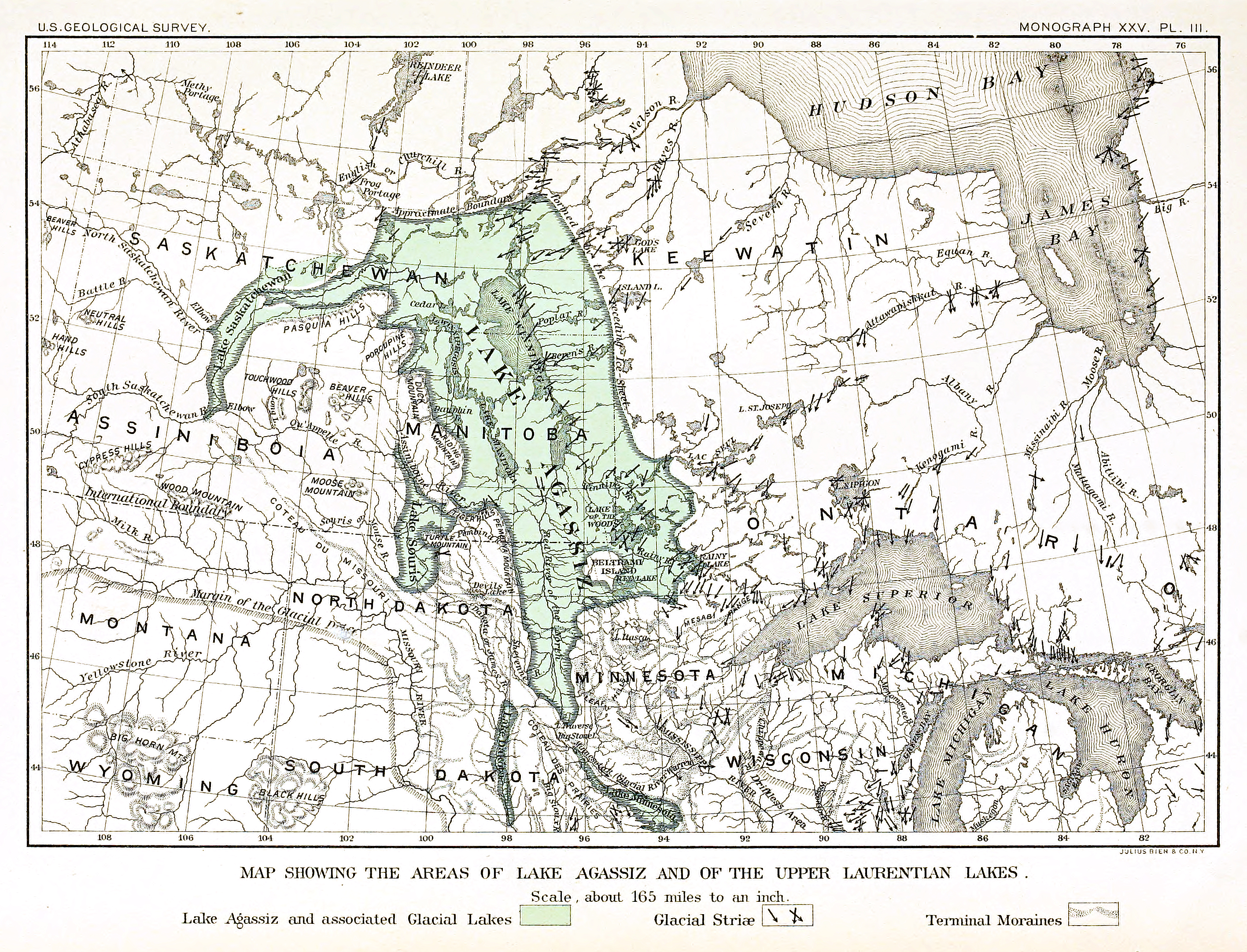
アガシー湖の広さを示す地図、19世紀に地質学者のウォーレン・アパムが作成、現在では水域が過小評価されていると見られている。

アガシー湖（アガシーこ、英: Lake Agassiz）は、かつて北アメリカ大陸北半分の中央にあった、巨大な氷河湖である。最終氷期末に氷が溶けた水が溜められ、現在の五大湖を合わせたよりも広く、また現在世界にある湖水を合わせたよりも多くの水を湛えていたときがあった。
1823年にウィリアム・H・キーティングがその存在を主張し、1879年にウォーレン・アパムが、氷期の発見者として知られるルイ・アガシーに因んで名付けた。このときアパムはこの湖が氷河作用で造られたことを認識した。

## 地質的発展経過
最終氷期、北アメリカ大陸北部は氷河に覆われており、気候の変動によって氷河が拡大したり縮減したりしていた。この大陸氷河はウィスコンシン氷河期と呼ばれる時代に形成され、3万年から1万年前の北アメリカ中央部の大半を覆っていた。氷床が分解すると、その前線に融解水でできた巨大な氷河前縁湖を形成した。氷河の縁が後退するのは氷河流れの反転では起こらず、氷床の融解で起こっていた。
13,000年前、アガシー湖は現在のマニトバ州の大半、オンタリオ州北西部、ミネソタ州北部、ノースダコタ州東部、およびサスカチュワン州を覆っていた。その最大の時は44万 km2 に及び、カスピ海など現在世界にある湖を合わせたものよりも大きく、黒海の大きさに匹敵するものだった。
この時期に湖水は何度か排水されている。南はトラバース・ギャップを通ってウォーレン氷河川、現在のミシシッピ川支流であるミネソタ川に流れ、東はケルビン湖（現在のニピゴン湖）からスペリオル湖に流れ、北西はクリアウォーター放水路を通ってマッケンジー川水系や北極海に流れたという証拠が発見されている。
氷河が戻ってきた期間もあったが、10,000年前には現在のカナダ＝アメリカ合衆国国境の北まで氷河が後退し、アガシー湖は水で満たされた。排水系に起きた最後の大きな変化は8,200年前頃だった。ハドソン湾に残っていた氷が溶けて、アガシー湖の水をほとんど全て排水させた。アガシー湖の最終排水によって、推計で0.8ないし2.8 m 海面が上昇したとされている。
アガシー湖の大きな排水系再編の動きは、気候の大きな変動、海面の変化、さらにおそらくは初期人類の文明に影響を与えたと見られている。北極海に大量に淡水が放出されると、大洋の海流に影響し、一時的な寒冷化が起きたと考えられる。13,000年前の排水は、ヤンガードリアス亜氷期の原因になったと見られる。9,900年から10,000年前の排水は、8,200年前の低温期を生んだ可能性がある。ターニーとブラウンによる最近の研究は、8,500年前の排水を、ヨーロッパの東から西へ農業が広がったことに結びつけている。これは聖書にある洪水神話など前史時代文化の洪水伝説の根拠である可能性も示唆している。

## 湖の名残と影響
ウィニペグ湖、ウィニペゴシス湖、マニトバ湖、ウッズ湖は古代アガシー湖の名残である。その他にもアガシー湖の地質学的また地形学的証拠が現在も見られる。水際からかなり離れた所に見られる隆起海岸は、様々な時に湖の境界だった場所を示すものである。北のレッド川は南から北に降っているが、古い汀線は北に行くに従って登っており、これは氷河期以降の地殻の反動によると見られる。アシニボイン川やミネソタ川など現在ある川の流域は、元々アガシー湖に入るあるいはアガシー湖から出る水で切られたものである。レッド川流域の肥沃な土壌は、アガシー湖からの沈泥が堆積して形成されたものである。